# Rózsáslemezű galambgomba
A rózsáslemezű galambgomba (Russula anthracina) az Agaricomycetes osztályának galambgomba-alkatúak (Russulales) rendjébe, ezen belül a galambgombafélék (Russulaceae) családjába tartozó, Eurázsiában, Észak-Afrikában és Észak-Amerikában elterjedt, lombos- és fenyőerdőkben élő, nem ehető gombafaj.

## Elterjedése és termőhelye
Eurázsiában, Észak-Afrikában és Észak-Amerikában honos. Magyarországon ritka.
Lombos és fenyőerdőben él, inkább savanyú talajon. Júniustól novemberig. 

## Megjelenése
A rózsáslemezű galambgomba kalapja 5-10 cm széles, alakja eleinte domború, idősen laposan kiterül. Széle aláhajló vagy kissé begöngyölt. Felszíne száraz, matt, a kalapbőr negyedig lehúzható. Színe fiatalon fehéres, majd krémszínűre, füstszürkére, végül szürkésfeketére vagy korombarnára színeződik, széle sokáig fehér marad. 
Húsa kemény, vastag. Színe fehér, vágásra, sérülésre vörösödés nélkül szürkül, majd feketedik; a lemezek fölött foltokban halványan vörösödhet. Szaga gyümölcsös; íze édeskés, a lemezei csípősek.  
Sűrűn álló lemezei tönkhöz nőttek, sok a féllemez. Színük krémfehéresek, rózsás-hússzínes árnyalattal.
Tönkje 3-7 cm magas és 1-2,5 cm vastag. Alakja hengeres, felülete hosszában ráncolt. Színe fiatalon fehér, sérülésre vagy idősen barnás, később feketedik.
Spórapora fehér. Spórája elliptikus, felszíne félig hálózatosan tüskés, mérete 8-10 x 7-8 µm. 

### Hasonló fajok
Az egyéb vörösödő-feketedő húsú galambgombáktól sűrű lemezei, csípős lemezei és nem ragadós kalapja különbözteti meg. A csípőslemezű galambgombától nehéz elkülöníteni, de összetéveszthető a színváltó-, szenes-, sötétedő- és a feketedő galambgombákkal is. 
Nem ehető. 